# パティシエなにゃんこ
『パティシエなにゃんこ』は、2003年2月28日にぱじゃまソフトより発売されたアダルトゲーム作品。2004年9月22日にピオーネソフトよりPlayStation 2とドリームキャストでCEROレーティング18歳以上対象（後にCERO:D（17歳以上対象）に変更）の『パティシエなにゃんこ〜初恋はいちご味〜』が発売した。
2005年5月27日発売の『プリンセスうぃっちぃず』豪華初回版には、本作のDVD版が付属した。また、2010年10月には『パティシエなにゃんこ Standard Edition』が発売された。

## 概要
ケーキ屋「ひよこ館」。魔法で猫（にゃんこ）になる猫魔法をかけられたパティシエの主人公が、代理でパティシエになる女の子たちと経営する「にゃんとドキドキは〜とふるアドベンチャー」。
演出面にも力を入れており、たとえば主人公が猫になる場面では、ウィンドウが変化し、各種ボタンもひよこから猫に変わるという演出がとられているほか、時間帯に合わせてキャラクターの立ち絵の色合いが変わるという演出もとられている。
また、背景はリアリティを出すために3DCGソフトで作成され、専属のグラフィッカーによってポリゴンの質感を除去したうえで2Dに置き換えられている。
「ドラマちっくCD」という外伝的ドラマCDが2つ発売されており、本編とは異なる設定がいくつか存在する。

## あらすじ
一人暮らしをしながら学園生活を送っていた矢口 翔一のもとに、ケーキ屋「ひよこ館」の経営者である父親から腰を痛めたという電話が掛かって来た為、休学してひよこ館に戻ることにした。その日、彼は猫魔法使いミオに猫を虐めていたと誤解され、夜になると猫になる魔法をかけられた。なんと1ヶ月以内に魔法を解かないと本物の猫になってしまうという。クリスマスが近づく中、周囲の人間の協力を得た彼はケーキを通じて、様々な出来事に遭遇する。

## 登場キャラクター

### 主人公
矢口 翔一（やぐち しょういち）
ケーキ屋「ひよこ館」の店長の長男。パティシエを目指して修行をしていたが、ある理由から2年前に家を出て、一人暮らしをしながら学園生活を過ごしていた。ある日、仲たがいしていた父親から腰を痛めたという電話が掛かって来た為、学園を休学してひよこ館に戻ってくることになる。そしてその初日、猫をいじめたと勘違いされたことから、猫魔法使いミオに夜になると猫に変身する魔法をかけられてしまう。猫になった際の名前はダン吉。口癖は「馬鹿者」、「しゃらくさい」。

### ヒロイン
芹沢 かなで（せりざわ かなで）
声：神村ひな
翔一の幼馴染で、学業に励む傍ら「ひよこ館」でアルバイトとして勤務している。片思いの相手でもある翔一を翔ちゃんと呼び、毎朝わざわざ起こしてから学校に行く習慣がある。紅茶が大好きで、淹れるのも得意。和食を作るのが得意な一方、洋食を作るのは苦手。心優しい一方、笑顔のまま怒っては相手を怖がらせることがある。
衣服のポケットは茉理の上半身が入るほど収容量が大きい。
好きなケーキはミルフィーユ。悲しいときに「みう〜〜」と言う癖がある。
矢口 茉理（やぐち まつり）
声：豊田マコト
主人公の妹で、翔一をお兄ちゃんと呼ぶ。兄同様すぐに熱くなる。ウィーンに留学中だったが、ひよこ館の危機を聞きつけて、独断で帰国する。都合の悪いことは「てぃひっ！」と言って誤魔化す。兄思いだが、トラブルメーカー。また、センスは常人には理解できないところがあり、それを以て作ったケーキを誰かにケーキを食べさせるが亜里咲以外には受け入れらていない。ミオのことを気に入っていて本人が嫌がることもお構いなしに構う。
秋月 みちる（あきづき みちる）
声：岬友美
「ひよこ館」のパティシエール。翔一のことは店長代理または翔一さんと呼ぶ。学生時代のとある出来事がきっかけでケーキ作りを始めた結果、翔一が憧れるほどの卓越したケーキを作る技術を身に着け、事実上「ひよこ館」のケーキ作りを担っている。ご機嫌だと鼻歌を歌っているが、音痴。好きなケーキはモンブラン。
姉小路 冬華（あねのこうじ ふゆか）
声：海原エレナ
ひよこ館のライバル店「ショコラ・ル・オール」（チョコレートの熊）のオーナー・姉小路修一郎の娘。翔一のことは翔一さんと呼ぶ。さびしがり屋なため、翔一によく噛みついてくる。また、「ひよこ館」の営業妨害をしようとするが自身の間抜けさ故いたずら程度にとどまっており、翔一からは客として見なされている。家族想いで、洋食を作るのが得意。反面和食を作るのは苦手。テディベアを自作出来るくらい手先は器用。酒に強い。好きなケーキはティラミス。「ティンクル☆くるせいだーす」にもゲストキャラとして登場した。
結城 亜里咲（ゆうき ありさ）
声：森野花梨
冬華の親友兼付き人にして、家庭教師も務める。翔一のことは翔一さまと呼ぶ。あまりしゃべらないが、焦り出すと流暢になる。また、怒ると怖いかなでを制するほどの気迫をみせたこともある。
器用だけど体がついていかないタイプ。趣味はボランティアで、日本手話、日本語対応手話を使いこなす。シュークリームが大好き。酒に強く、味覚は人とずれている。
ミオ
声：倉見つくし
猫魔法使い。猫と喋ることが出来るため、唯一猫になった翔一と話すことができる。翔一のことをショーイチと呼んでいる。翔一が野良猫をいじめたと勘違いしたことで、夜になると猫に変身する魔法をかけてしまう。精神年齢が低く考えるよりも先に手が出るという癖もあり、普段は翔一に魔法を禁止されている。ケーキが大好物で、特にレアチーズケーキが好き。そのため、ケーキをあげるという条件でひよこ館で働いてもらっている。接客は翔一はハラハラしながら見るものの、お客には気に入られているようで翔一も寛大に見ている。なにかあると「にゅーん」と言う癖がある。
雀宮 一恋（すずみや いちご）
声：こやまきみこ
コンシューマ版から追加されたヒロインで、PC版ではモブキャラクターだった。雀宮神社の娘の巫女で、極度のおばあちゃんっ子。古風な性格で、15歳の誕生日に友達に連れて来られて初めてケーキを食べた。それ以来ケーキが大好きになり、ひよこ館の常連客になる。高校受験を控えており、将来の進路に悩んでいる。苺のショートケーキと抹茶の組み合わせが好き。
『プリンセスうぃっちぃず』にもゲストキャラとして登場しており、姉である雀宮林檎は『プリンセスうぃっちぃず』のヒロインを務めた。

### その他
夏生 麻美（なつき あさみ）
みちるルートにて登場。みちるの学生時代の同級生で味覚が鋭く、ケーキを食べては批評していた。本人は世界一のパティシエになることが目標。
姉小路 修一郎（あねのこうじ しゅういちろう）
ひよこ館のライバル店ショコラ・ル・オールのオーナーで冬華の父親。仕事のため娘と向き合う時間をとれずにいる。目的のために手段を選ばないところがある。
姉小路 稚子
修一郎の妻で現在別居中。
安田（やすだ）
納品業者。一度発注ミスがあった際、絵画展のチケットをくれた。
まりこ
ひよこ館にたまにくる人の娘で、迷子になった女の子。
桑田（くわた）
ひよこ館の常連のOLでよく仕事をさぼってくる。
稲村（いなむら）
ひよこ館の常連のOLでよく仕事をさぼってくる。
明日香（あすか）
かなでの同級生で友達。かなでと翔一の仲を噂する。
美由紀（みゆき）
かなでの同級生で友達。かなでと翔一の仲を噂する。
市ヶ谷（いちがや）
ひよこ館の常連でミオのことを気に入っているおばあさん。望美ヶ丘のことならこの人に聞けと言うほど情報通。
大手森（おおてもり）
ひよこ館にて休みの日にケーキ作りを頼んできた淑女。
芦原 健介（あしはら けんすけ）
ひよこ館の常連でケーキの注文が滞っても笑って許してくれるいい人。直子という恋人がいて尻に敷かれている。
北村 直子（きたむら なおこ）
芦原の恋人で彼を健ちゃんと呼ぶ。勝気な女の子で恋人を尻に敷いている。営業部営業一課主任。
剛田 源五郎（ごうだ　げんごろう）
剛田建設の社長で翔一の父親の知り合い。翔一のことを坊主と呼び、ひよこ館の常連で味覚は店長並。
亜紀（あき）
OLでひよこ館の常連。
純子（じゅんこ）
OLでひよこ館の常連。
桧原（ひのはら）
ショコラ・ル・オールの従業員で店の売り上げのためには手段を選ばない。
マサキ
ひよこ館にケーキを食べにきた子供で、翔一のことをおじさんと呼ぶ。
コージ
ひよこ館にケーキを食べにきた子供で、翔一のことをおじさんと呼ぶ。
ヒロシ
ケーキを買いに来た男の子。ミオがケーキを作ってあげた。
げーまるく
オスの猫で一恋ルートにて猫になった翔一（ダン吉）が世話になった。雀宮一帯をなわばりにしている。

## スタッフ
- 原画：かんなぎれい
- シナリオ：しげた、長野ヒロユキ、まろにぃ（現:亜麻矢幹）
- 音楽：Manack

## 制作
シナリオの長野ヒロユキがアダルトゲーム雑誌「BugBug」2022年6月号に掲載されたインタビューで語ったところによると、紆余曲折の末に社内スタッフのみで作ることになったとされている。

## 主題歌
- オープニングテーマ『放課後のパティシエ』
歌：SAKKO　作詞：しげた　作曲・編曲：Manack
- エンディングテーマ『君と奏でる季節』
歌：SAKKO　作詞：かんなぎれい　作曲・編曲：Manack
- エンディングテーマ(冬華)&挿入歌『笑顔にメリークリスマス』
歌：海原エレナ　作詞：しげた 作曲・編曲：Manack
- 挿入歌『なんちゃってLOVEだけど』 (PS2,DC)
歌：豊田マコト、こやまきみこ　作詞：しげた　作曲・編曲：Manack

## 関連商品

### カードゲーム
Lycee
シルバーブリッツのトレーディングカードゲーム、Lyceeに参戦している。収録エキスパンションは、PRODUCTION PENCIL1.0など。

## コンシューマ版購入特典
- 初回特典：オリジナルドラマCD、原画集（PS2版とDC版で内容が違う）